# Smith-McCort-Syndrom
Das Smith-McCort-Syndrom, besser Smith-McCort-Dysplasie, ist eine sehr seltene angeborene Skelettdysplasie mit den Hauptmerkmalen eines erheblichen Kleinwuchses mit kurzem Rumpf, Gesichtsauffälligkeiten und Rhizomelie.
Die Erkrankung ist klinisch dem Dyggve-Melchior-Clausen-Syndrom sehr ähnlich, aber ohne Mikrozephalie oder Minderung der Intelligenz.
Die Abgrenzung und Definition als eigenständiges Syndrom erfolgte im Jahre 1976 durch den Mainzer Kinderarzt Jürgen Spranger.
Die Namensbezeichnung bezieht sich auf die Autoren der Erstbeschreibung aus dem Jahre 1958 durch die US-amerikanischen Ärzte Roy Smith und James J. McCort, allerdings als Morbus Morquio fehlgedeutet.

## Verbreitung
Die Häufigkeit ist nicht bekannt, die Vererbung erfolgt autosomal-rezessiv.

## Ursache
Nach zugrundeliegendem Gendefekt können zwei Typen unterschieden werden:
- Typ 1 mit Mutationen im DYM-Gen im Chromosom 18 Genort q21.1[5]
- Typ 2 mit Mutationen im RAB33B-Gen im Chromosom 4 an q31.1[6]

## Klinische Erscheinungen
Klinische Kriterien sind:
- disproportionierter Minderwuchs mit kurzem Rumpf und Nacken sowie einer Erwachsenengrösse von unter 130 cm.
- Gesichtsauffälligkeiten, fassförmiger Brustkorb
- Generalisierte Skelettdysplasie mit Platyspondylie, kleiner Beckenschaufel, verkürzten Röhrenknochen und gestörter Ossifikation epi- und metaphysär
- Rhizomelie
- Gelenkinstabilität atlanto-okzipital

## Differentialdiagnose
Abzugrenzen ist neben dem Dyggve-Melchior-Clausen-Syndrom die Juvenile idiopathische Arthritis.

## Therapie
Bei eventuellen operativen Eingriffen ist besonders auf die atlanto-okzipitale Instabilität zu achen.